# Ґантіаді
Ґантіа́ді або Цандрипш (абх. Цандрыпшь, груз. განთიადი) — містечко, даба в Абхазії на березі Чорного моря в гирлі річки Хашупсе. Містечко входить до так званої Великої Ґаґри. 